# یاوز کرامولاوغلو
یاوز کرامولاوغلو (زاده ۲۹ نوامبر ۱۹۸۰ در استانبول، ترکیه) کاراته کا ترکیه ای است که در کومیته ۸۴- کیلوگرم رقابت می‌کرد. او عضو باشگاه کوچالی بی بی کالگیسیپور است.
او کاراته را در سال ۱۹۸۷ شروع کرد. در سال ۱۹۹۷ در تیم ملی پذیرفته شد. کرامولاوغلو در دانشگاه تراکیا رشته تربیت بدنی و ورزش را فرا گرفت. در حال حاضر او به تدریس تربیت بدنی در یک مدرسه ابتدایی در باغچه‌لی‌اولر، استانبول مشغول است.
در بازی‌های همبستگی اسلامی ۲۰۱۳ که در پالمبانگ اندونزی برگزار شد، او در وزن ۸۴- کیلوگرم موفق به کسب مدال برنز شد.